# Фортас, Абрам
Абрам «Эйб» Фортас (англ. Abraham "Abe" Fortas; 19 июня 1910 — 5 апреля 1982) — американский юрист, член Верховного суда США в 1965—1969 годах.

## Биография
Абрам Фортас родился в Мемфисе (штат Теннесси) в семье ортодоксальных евреев Уильяма и Рэй Фортасов. Абрам к 13 годам не только ходил в школу, но и работал в обувном магазине, чтобы финансово помочь семье. После школы и колледжа Фортас окончил в 1933 году Йельскую школу права Йельского университета, став первым в своей группе.
Окончив университет, Фортас стал ассистентом профессора Уильяма О. Дугласа, впоследствии — председателя Комиссии по ценным бумагам и биржам и члена Верховного суда США. Помимо преподавания в Йеле, продолжавшегося до 1937 года, Фортас работал в администрации Ф. Д. Рузвельта, в том числе в Комиссии по ценным бумагам и биржам, в Администрации общественных работ и в Министерстве внутренних дел США. В 1935 году Фортас женился на Кэролин Юджинии Эггер. В 1942 году Фортас был назначен заместителем министра внутренних дел США Гарольда Икеса. В 1945 году Фортас взял отпуск, чтобы вступить в вооружённые силы, но через месяц был демобилизован по состоянию здоровья. В 1945-1946 годах Фортас входил в американскую делегацию незадолго до того созданной ООН, после чего ненадолго вернулся в министерство, а затем ушёл с государственной службы, создав с двумя другими экс-чиновниками успешную юридическую фирму. Фортас представлял интересы Оуэна Латтимора, а также Кларенса Эрла Гидеона (дело «Гидеон против Уйэнрайта», в результате рассмотрения которого Верховный суд США обязал штаты представлять обвиняемым защитника во всех уголовных процессах, если они не могут позволить себе нанять адвоката).

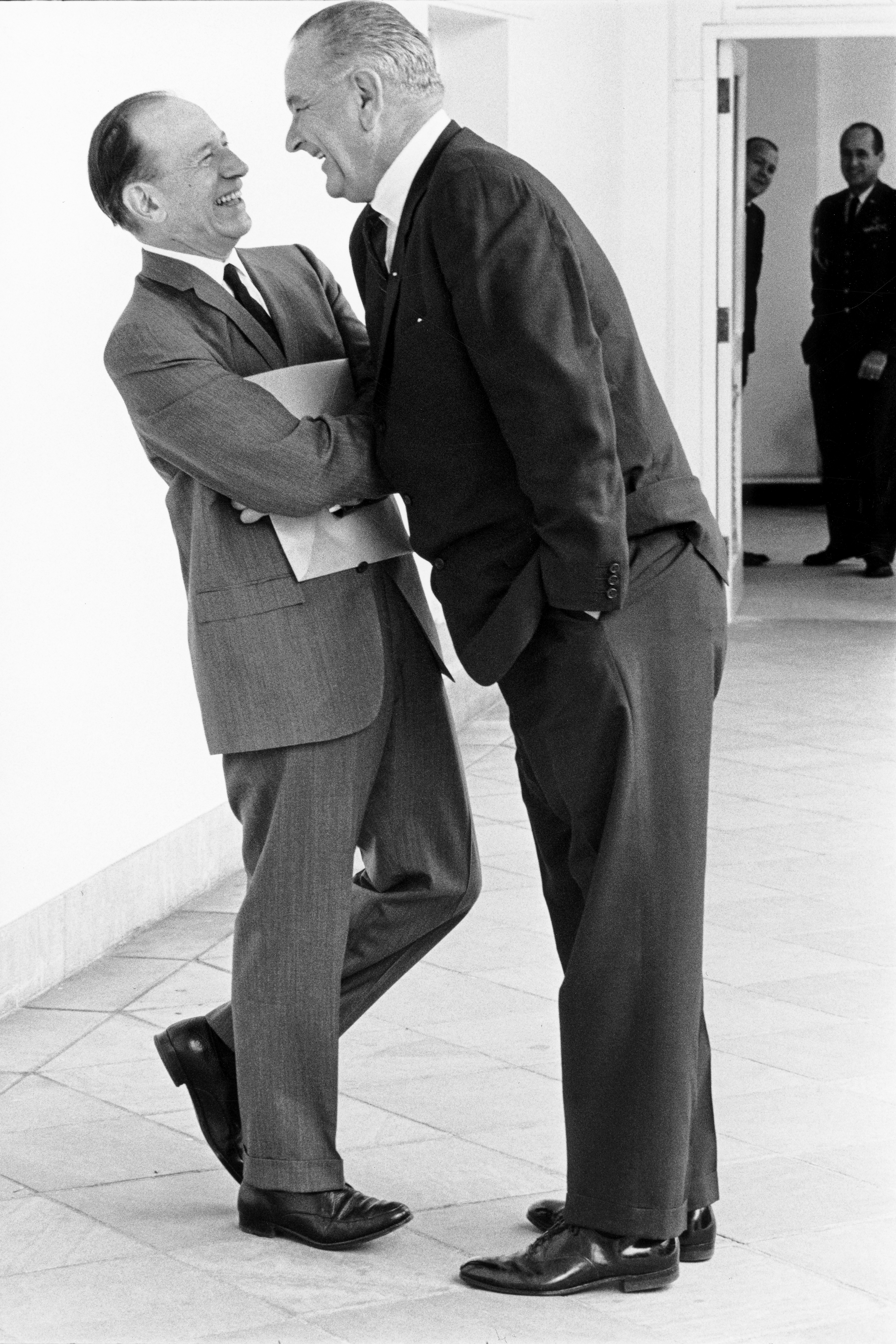
Фортас и Джонсон в 1965 году

В 1930-х годах Фортас познакомился с политиком Линдоном Джонсоном, который был тогда одним из конгрессменов от Техаса. В 1948 году Джонсон вступил во внутрипартийную гонку демократов за выдвижение в Сенат США от Техаса. Когда Джонсон победил с перевесом всего 87 голосов, его соперник Кок Стивенсон убедил окружного федерального судью не допустить Джонсона до выборов из-за предполагаемых нарушений. Джонсон обратился за помощью к Фортасу, и тот убедил судью Верховного суда США Хьюго Блэка отменить решение окружного судьи. После этого Джонсон победил и на праймериз, и на самих техасских выборах в Сенат. Это укрепило дружбу Джонсона и Фортаса. После убийства Кеннеди Фортас поддержал идею создания комиссии Уоррена. Став президентом США, Джонсон в 1965 году назначил Фортаса на должность судьи Верховного суда на замену Артура Голдберга, ставшего представителем США при ООН. Фортас был не только другом, но и фактическим советником Джонсона как до своего назначения в суд, так и после.
Фортас стал автором судебного решения по делу «Эпперсон против Арканзаса», когда Верховный суд постановил, что арканзасский запрет на преподавание теории эволюции противоречит Первой поправке к Конституции США.
В 1968 году Джонсон попытался повысить Фортаса до председателя Верховного суда США на замену уходящему в отставку Эрлу Уоррену, но столкнулся с оппозицией в Сенате из-за своей дружбы с президентом и согласия провести семинары в Американском университете за 15 тысяч долларов. В результате этого противники кандидатуры Фортаса успешно провели филибастер, после чего тот сам попросил Джонсона отозвать своё выдвижение.
В 1969 году журнал «Life» опубликовал материал о том, что тремя годами ранее Фортас согласился на ежегодный платёж в размере 20 тысяч долларов со стороны семейного фонда скандального финансиста Луиса Вольфсона в благодарность за некий совет. После скандала и угрозы импичмента Фортас ушёл в отставку 15 мая того же года. К тому моменту президентом США уже стал республиканец Ричард Никсон. Он безуспешно пытался выдвинуть на замену Фортасу нескольких кандидатов, отклонённых Сенатом; в итоге преемником Фортаса стал Гарри Блэкман.
После отставки Фортас вернулся к частной практике и основал ещё одну юридическую фирму, представляя интересы своих клиентов вплоть до Верховного суда США. Он умер в 1982 году.